# Володжа (Підкарпатське воєводство)
Володжа, Волоша (пол. Wolodź, Володжь) — село в Польщі, у гміні Нозджець Березівського повіту Підкарпатського воєводства, на українській етнічній території Надсяння. Населення — 13 осіб (2011).

## Назва
У 1977-1981 рр. в ході кампанії ліквідації українських назв село називалося Чехув (пол. Czechów).

## Географія
Село розташоване на правому березі річки Сян.

## Історія
У найдавнішій згадці із XIV століття село мало назві Волоше. Таку назву воно зберігало до XVIII століття із варіантами Волошів, Волос, Волоч. У 1909 в селі була читальня «Просвіти» у окремій будівлі, де були також кооператива і каса Стефчика. В другому домі, з театральною залею на 700 осіб, була районова молочарня. Обидві будівлі були побудовані з цегли, виготовленої на місцевій цегельні. Діяли товариство «Сокіл» і «Сільський Господар».
Володжа з сусідньою Володзькою Волею до 1935 належали до парафії в Селиськах. Від 1935 року у селі Апостольська Адміністрація Лемківщини створила окрему парафію, до якої також належало село Воля Володзька. Від 1935 до 1937 р. парох жив у школі, опісля в парафіяльному домі. При церкві був хор. Від 1936 до вересня 1939 хором диригував Михайло Добош, як церковним, так і світським.
Управителем молочарні був Любомир Пелех, колишній питомець Духовної Семінарії у Львові. Село було національне свідоме, селяни займалися головно рибальством.
У 1909 році у селі відсвяткували ювілей товариства «Просвіти». Програму підготовляв М.Добош і Євгенія Сорочак. Тисячі народу заповнило площу біля Сяну. Присутніми були посол д-р Степан Витвицький, голова філії «Просвіти» з Сянока д-р Василь Блавацький і д-р Степан Ванчицький.
Заходами Динівського деканату в осені 1937 відзначено 950-ліття хрещення України. Після Служби Божої в церкві св. Юрія в Динові, величний похід перейшов вулицями Динова до Сяну поблизу села Бахіра, де відбулося освячення води.
У Володжі відбувалися імпрези. Оперету «Запорожець за Дунаєм» Гулака-Артемовського ставили двічі і один раз у Селиськах. Оркестром диригував Боднар з Явірника. У Володжі дев'ять разів ставили релігійну драму «Голгота», два рази в Селиськах, у Добрій Шляхотській, де парохом був о. Іван Гайдукевич. Дитячий садок вела Ольга Сімко з Лежайська і Марія Терефенко з Долини поблизу Загіря.
У середині вересня 1939 року німці окупували територію, однак уже 26 вересня 1939 року мусіли відступити з правобережної частини Сяну, оскільки за пактом Ріббентропа-Молотова вона належала до радянської зони впливу. Коли в 1939 радянські війська зайняли Володжу, то виселили всіх мешканців до сусідніх сіл Поруб і Явірника Руського, по Сяну тоді проходив радянсько-німецький кордон. 27.11.1939 постановою Верховної Ради УРСР село Володзь в ході утворення Дрогобицької області включене до Добромильського повіту. Територія ввійшла до складу утвореної 4 грудня 1939 року Дрогобицької області УРСР (обласний центр — місто Дрогобич) і утвореного 17.01.1940 Бірчанського району (районний центр — Бірча). Наприкінці червня 1941, з початком Радянсько-німецької війни, територія знову була окупована німцями. З відходом радянців у 1941 з Галичини, володжани повернулися зі своїм парохом о. Марковим до рідного села (крім вивезених більшовиками). Радянське військо понищило хати, церкву, залишилася лише проповідниця. Іконостас, знищений, поколений багнетами. Тут урядувала радянська прикордонна сторожа.
Після війни село було розгромлено. Багато родин насильно вивезено на колишні німецькі землі.
У 1975—1998 роках село належало до Кросненського воєводства.

## Населення
Демографічна структура на 31 березня 2011 року:
|          | Загалом | Допрацездатний вік | Працездатний вік | Постпрацездатний вік |
| -------- | ------- | ------------------ | ---------------- | -------------------- |
| Чоловіки | 9       | 2                  | 7                | 0                    |
| Жінки    | 4       | 1                  | 2                | 1                    |
| Разом    | 13      | 3                  | 9                | 1                    |

- 1785 — 214 греко-католиків, 20 римо-католиків, 20 євреїв
- 1840 — 278 греко-католиків
- 1859 — 249 греко-католиків
- 1879 — 714 греко-католиків
- 1899 — 733 греко-католиків
- 1926 — 818 греко-католиків
- 1936 — 855 греко-католиків, 12 римо-католиків, 2 протестанти, 10 євреїв.

## Пам'ятки
У селі до 1950-х років існувала греко-католицька церква Воздвиження Чесного Хреста, змурована у 1905 у стилі візантійсько-романського історизму. Після Акції «Вісла», церква була перетворена на склад, у 1965 році зруйнована. На її місці була споруджена свиноферма. При церкві до травня 1947 року жив її останній парох о. Теодор Марків, якій після арешту був засуджений до 10 років ув'язнення. Частково зберігся український греко-католицький цвинтар, на окраїні якого знаходиться готичний склеп родини Тшцинських.

Церква Воздивження Чесного Хреста у Володжі
Український Народний Дім у Володжі (фото 1937 р.)
Іконостас церкви у Володжі (фото 1937 р.)
Ухвала Ряшівської воєводської ради про знищення церков у Володжі та Павлокомі 1963 р.
Церква у Володжі у процесі руйнації, середина 1960-х.
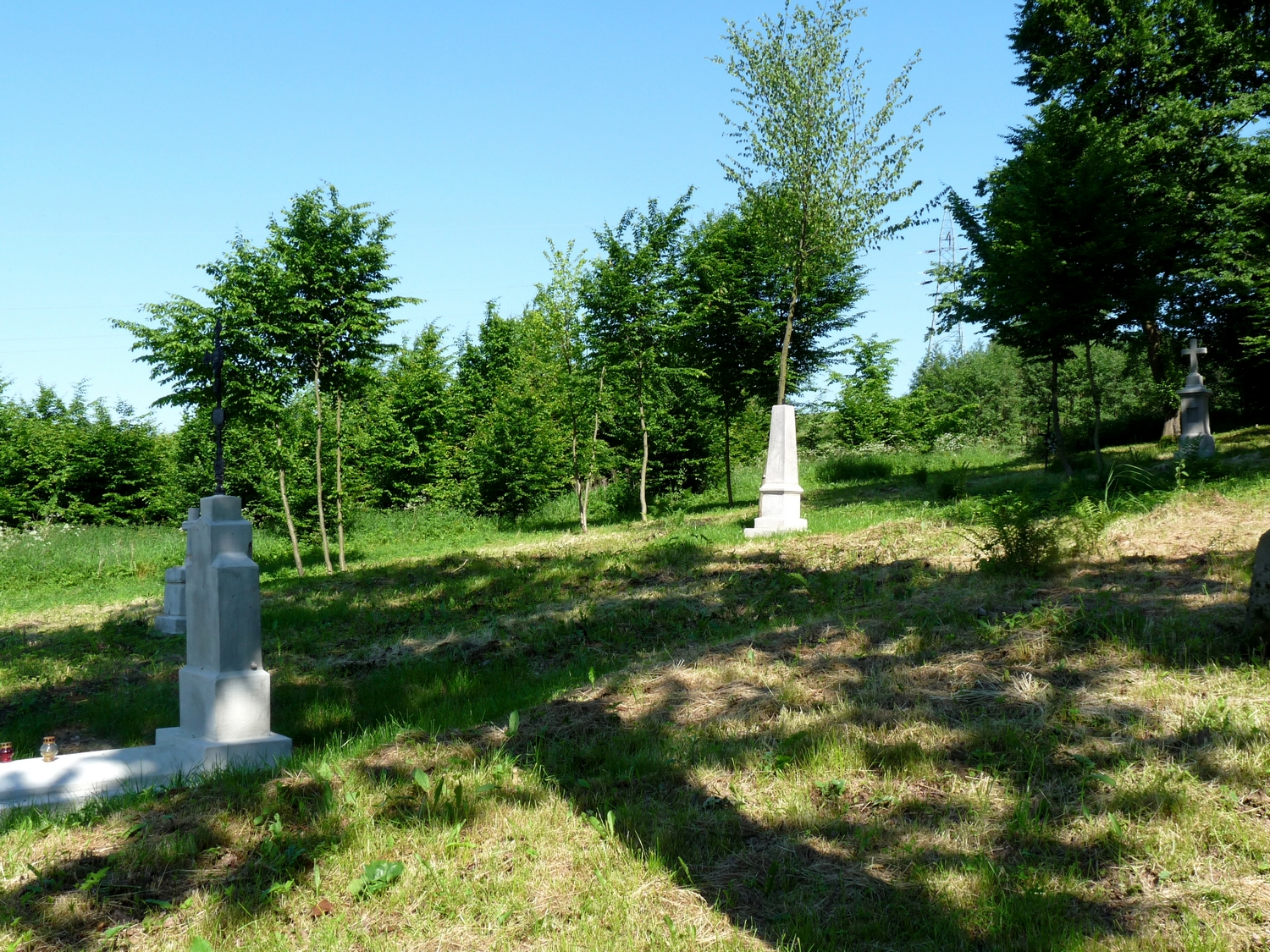
Залишки українського цвинтаря
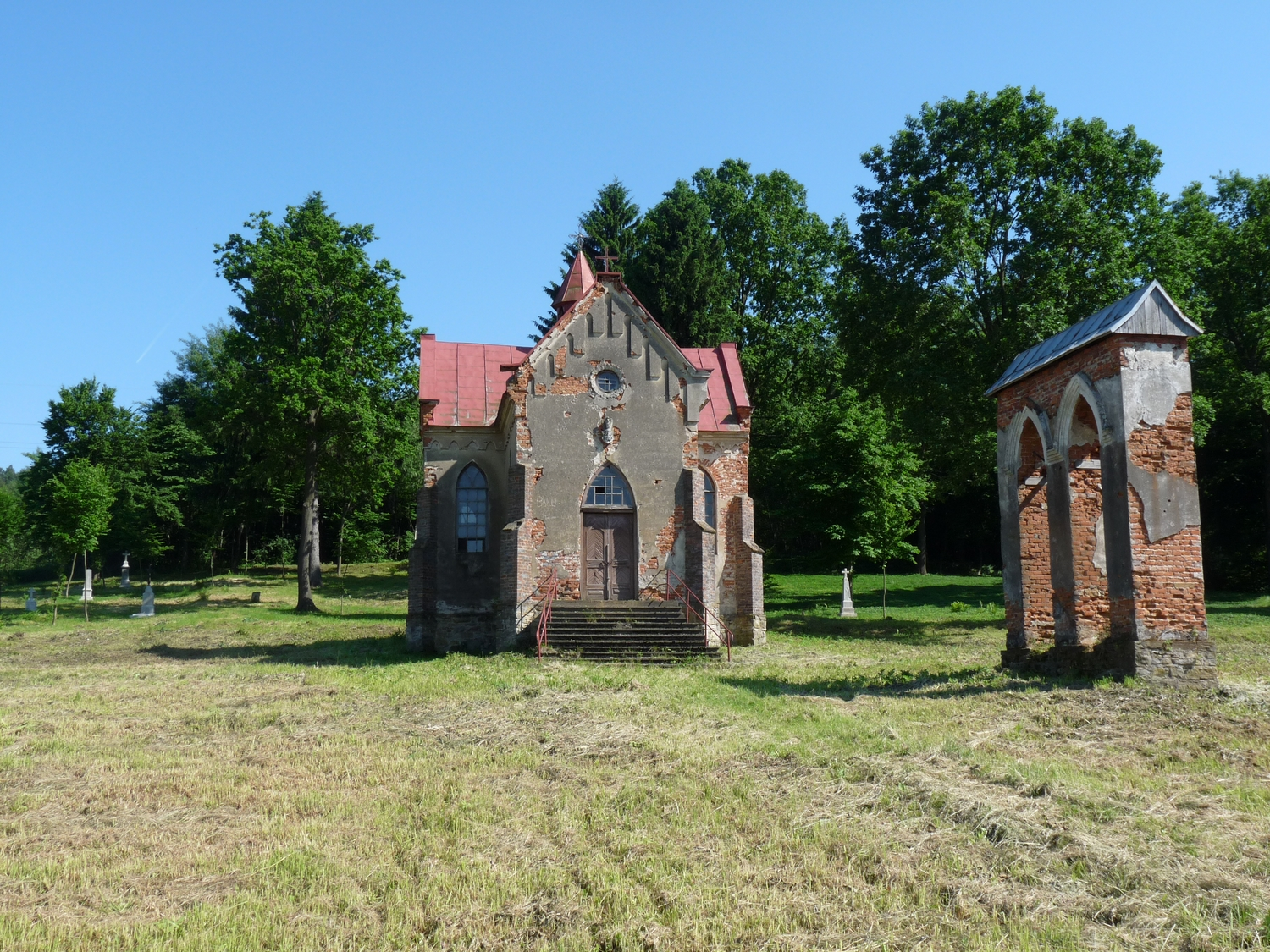
Склеп родини Тшцинських